# Le Temps du massacre
Pour plus de détails, voir Fiche technique et Distribution.
Le Temps du massacre (titre original : Tempo di massacro) est un film italien réalisé par Lucio Fulci et sorti en 1966.
Le film s'intitulait à l'origine Le Colt cantarono la morte e fu... tempo di massacro (Les colts chantèrent la mort et ce fut... le temps du massacre).

## Synopsis
Tom Corbett (Franco Nero) rentre dans son pays qu'il a quitté étant très jeune après la mort de sa mère. Une fois sur place, il découvre que sa ferme est occupée par une autre famille et son frère Jeffrey (George Hilton) ne veut lui donner aucune explication.

## Fiche technique
Sauf indication contraire, les informations mentionnées dans cette section peuvent être confirmées par la base de données cinématographiques IMDb,  présente dans la section « Liens externes ».
- Titre français : Le Temps du massacre ou La ville sans shériff[1]
- Titre original : Tempo di massacro
- Réalisation : Lucio Fulci
- Scénario et histoire : Fernando Di Leo
- Directeur de la photographie : Riccardo Pallotini
- Montage : Ornella Micheli
- Musique : Lallo Gori
- Costumes : Silvano Giusti
- Coiffures : Marcella De Marzi
- Genre : Western spaghetti
- Pays :  Italie
- Durée : 88 minutes
- Date de sortie :
  - Italie : 10 août 1966
  - France : 27 juillet 1967
- Classification :
  - France : interdit aux moins de 16 ans

## Distribution
- Franco Nero (VF : Michel Barbey) : Tom Corbett
- George Hilton (VF : Serge Sauvion) : Jeffrey Corbett
- John M. Douglas (VF : Gérard Ferrat) : M. Scott
- Nino Castelnuovo (VF : Claude Mercutio) : Jason « Junior » Scott
- Tom Felleghy (VF : Émile Duard) : Murray
- Rina Franchetti (VF : Hélène Tossy) : Mercedes
- Tchang Yu (VF : Gérard Hernandez) : le croque-mort
- Lynn Shane (VF : Estelle Gérard) : Brady
- Aysanoa Runachagua (VF : Lucien Bryonne) : Sonko
- Romano Puppo (VF : Francis Lax) : Un homme de Scott Junior
- Sal Borgese (VF : Alain Nobis) : Un homme de Scott Junior